# Gemeinsame Delegation der DG, der Französischen Gemeinschaft und der Wallonischen Region in Berlin
Die Gemeinsame Delegation der DG, der Französischen Gemeinschaft und der Wallonischen Region in Berlin (umgangssprachlich: Vertretung der DG und der Wallonie in Berlin, französisch: Délégation de la Communauté germanophone, de la Communauté française et de la Région wallonne à Berlin) ist Teil der Belgischen Botschaft in Berlin und hat ihren Sitz in der Jägerstraße. Sie wurde 2008 in Folge eines Abkommens zwischen den belgischen Gliedstaaten Wallonische Region, Deutschsprachige Gemeinschaft (DG) und Französische Gemeinschaft gegründet. Die Finanzierung erfolgt zu 51 Prozent durch die DG und zu 49 Prozent durch die Französische Gemeinschaft und die Wallonische Region, vertreten durch die Agentur Wallonie-Bruxelles International (WBI), die die Außenbeziehungen der französischsprachigen Gliedstaaten koordiniert.

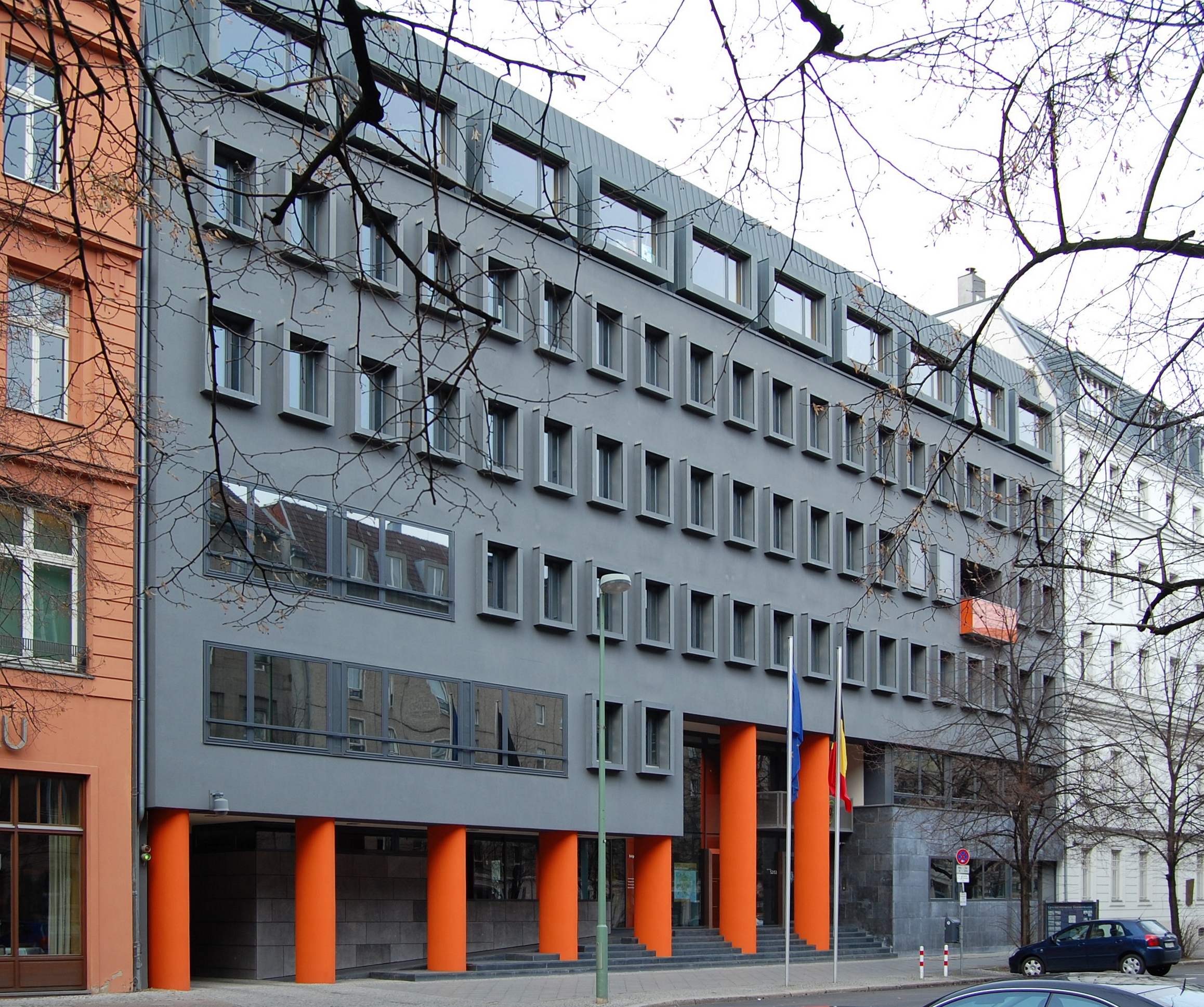
Belgische Botschaft in Berlin, Sitz der Delegation

## Leitung
Die Federführung für die Bestellung eines Leiters der Delegation (Delegierter) liegt bei der Deutschsprachigen Gemeinschaft. Der Delegierte ist als Mitarbeiter ebenso wie der Leiter der Vertretung der Deutschsprachigen Gemeinschaft Belgiens in Brüssel dem Fachbereich Außenbeziehungen und Regionalentwicklung des Ministeriums der Deutschsprachigen Gemeinschaft nachgeordnet.
Von 2008 bis 2015 war Stephan Förster Leiter der Delegation. Er führte in Personalunion den Fachbereich Außenbeziehung und Regionalentwicklung im Ministerium in Eupen. Zum 1. Januar 2015 übernahm Förster die Leitung der Dienststelle für Personen mit Behinderung der DG.
Von Januar 2015 bis März 2016 leitete der ehemalige CGSB-Gewerkschaftssekretär Olaf Bodem hauptamtlich die Delegation.
Bodem beendete Anfang März 2016 seine Tätigkeit in Berlin. Ihm folgte kommissarisch die Leiterin des Fachbereichs Außenbeziehungen und Regionalentwicklung im Ministerium der Deutschsprachigen Gemeinschaft, Anna Quadflieg, nach, die beide Ämter wieder in Personalunion wahrnimmt.

## Aufgaben
Die Belgische Botschaft in Deutschland verfügt neben dem konsularischen Dienst über einen Militärattaché, einen Verbindungsbeamten beim Bundeskriminalamt und einen Vertreter des belgischen Tourismusverbandes. Die Aufgaben eines Kultur- und Wirtschaftsattaché werden entsprechend dem belgischen Bundesstaatsmodell durch Vertreter der Gliedstaaten wahrgenommen, die jeweils ihre Region vertreten. Neben der Delegation der DG, der Französischen Gemeinschaft und der Wallonischen Region in Berlin sind dies ein Wirtschafts- und Handelsattaché für die Regionen Wallonie und Brüssel-Hauptstadt, ein Generaldelegierter der Flämischen Gemeinschaft und der Flämischen Region sowie ein Wirtschafts- und Handelsattaché für die Region Flandern.
Die Aufgabe der Delegation ist entsprechend die gemeinsame Interessenvertretung der französischsprachigen und deutschsprachigen belgischen Gliedstaaten in Deutschland und speziell in Berlin im politischen, wirtschaftlichen, kulturellen und gesellschaftlichen Bereich. Zudem informiert die Delegation über aktuelle Entwicklungen in der DG und der Wallonie, indem sie Veranstaltungen durchführt und die jährlich erscheinende Informationsschrift Lettre aus Berlin herausgibt. Sie richtet auch das Frühlingsfest der Deutschsprachigen Gemeinschaft in Berlin aus, das traditionell in einer der Vertretungen der deutschen Bundesländer in Berlin stattfindet.